# Акмаджич, Миле
Миле Акмаджич (босн. Mile Akmadžić; род. 1 октября 1939, Груде, СФРЮ) — боснийский государственный деятель, премьер-министр Боснии и Герцеговины с 9 ноября 1992 года по 25 октября 1993 года.

## Биография
Миле Акмаджич родился 1 октября 1939 года. В 1965 году окончил Сараевский университет. Акмаджич работал в компании «Энергоинвест», над организацией зимних Олимпийских игр 1984 года в Сараево.
Он занимал пост главы администрации Президента Боснии и Герцеговины с 1991 по 1992 год. Акмаджич был советником и секретарём Алии Изетбеговича и являлся одним из хорватских делегатов на переговорах по мирному плану во время Боснийской войны.
В ноября 1992 года Миле Акмаджича назначили премьер-министром Республики Босния и Герцеговина. В 1993 году его сменил Харис Силайджич.